# Acipenser sturio

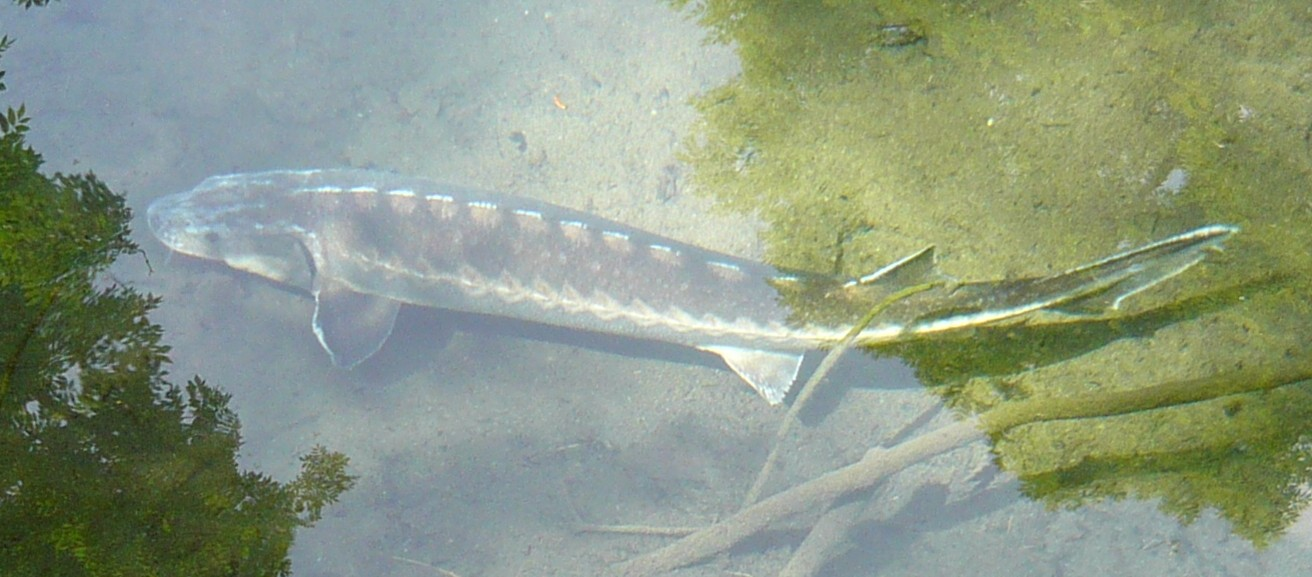
Acipenser sturio

Lo storione (Acipenser sturio Linnaeus, 1758), noto anche come storione comune, è uno dei più grandi pesci d'acqua dolce e salmastra diffusi in Europa. È famoso per offrire carni pregiate e caviale.

## Distribuzione e habitat
In Italia la specie è autoctona. Era segnalata in tutti i mari anche se la presenza era rilevante unicamente nel mare Adriatico, oltre che nel Po. Nel 1892 era localizzata fino a Torino. A causa degli sbarramenti la risalita è di fatto impedita. 

Ricco di storioni era anche il Tevere particolarmente nel tratto da Roma alla foce da cui prendevano il nome di lupi del Tevere e per la loro prelibatezza ampiamente celebrata, la loro pesca veniva effettuata tra maggio e giugno da operatori specializzati e costituiva una importante fonte di reddito per il mercato locale di Roma; si narra che a metà secolo XV ne vennero donati sette a Pio II di cui un esemplare del peso di circa 250 libbre, pari a oltre 110 kg.
Secondo diverse fonti, la specie è oggi estinta in Italia allo stato selvaggio; in Europa oramai esiste una sola popolazione riproduttiva nel fiume Garonna. Segnalazioni di storioni pescati nelle acque italiane possono riferirsi a una specie affine (Acipenser naccarii) o ad esemplari introdotti dall'uomo.
Gli habitat sono vari:
- In mare predilige fondali sabbiosi e profondi 40–150 m.
- In acque interne frequenta fiumi a grande portata con correnti lente e profonde, fondali melmosi, ghiaiosi o sabbiosi. Predilige le buche più profonde dei fiumi.

## Descrizione
La bocca nettamente infera, protrattile e tubiforme. Davanti 4 barbigli cilindriformi che rivolti all'indietro non raggiungono il labbro superiore. Il muso è molto allungato tanto che la sua lunghezza è pari a quasi la metà del corpo. Sul corpo sono presenti 9-14 scudi dorsali, 24-36 scudi laterali e 8-14 scudi ventrali. La coda è eterocerca, con il lobo superiore molto allungato. 

La pinna dorsale ha 31-43 raggi, quella anale 22-27. La pinna dorsale, la pinna anale e le pinne ventrali sono posizionate nella parte posteriore del corpo. Il primo raggio delle pinne pettorali è ossificato. 

La livrea prevede dorso grigio-grigio-bruno o verdastro, più chiaro lungo i fianchi, mentre il ventre è giallo-biancastro.

### Dimensioni
In Italia gli esemplari non superavano i 150 cm; come specie, può arrivare a 100 anni di età, 600 cm di lunghezza ed un peso di 400 kg.

## Biologia

### Alimentazione
È carnivoro e si nutre di crostacei, molluschi e pesci. In acque interne, pesci vivi o morti, molluschi, crostacei e vermi. Gli animali più anziani si alimentano prevalentemente di notte.

### Riproduzione
Entra nei fiumi a gennaio-febbraio nonostante la fregola non abbia inizio che due mesi dopo. All'alba o al tramonto lo si può osservare mentre compie dei grandi balzi fuori dall'acqua. 

La risalita, che i maschi compiono prima delle femmine, si arresta a valle dei corsi d'acqua ove la temperatura non sia troppo bassa e la portata troppo scarsa e ove manchino fondali profondi e tranquilli. Le uova (in numero di 20.000 circa per kg di peso, di colore bruno e del diametro di 3 mm circa) sono deposte in acqua corrente ad una profondità variabile tra i 2 e i 10 m Esse aderiscono ai ciottoli ed al substrato del fondo e dopo 3-7 giorni si schiudono. Gli avannotti sono lunghi 10 mm circa. Nel giro di 1-3 anni i giovani storioni scendono al mare, rimanendovi fino all'età riproduttiva intorno ai 7-14 anni.

## Pesca
Essendo una specie protetta ne è vietata sia la pesca sportiva che la pesca professionale. Si praticava con lenza a fondo adeguata alle dimensioni della preda. Come esche si utilizzavano lombrichi a fiocco, pesci vivi o morti e pezzi di carne.

## Allevamento
L'importanza economica degli storioni è notevole, sia per la prelibatezza delle carni che delle uova da cui si ricava il rinomato caviale. Molti di essi rientrano tra le specie ittiche allevate, sebbene il ciclo di produzione sia variabile con la specie, è comunque piuttosto lungo: da tre a cinque anni per la carne e da sette a quindici anni per le uova. Lo storione comune è stato riprodotto artificialmente in Francia da alcuni esemplari selvatici pescati nella Gironda.
Alcuni storioni sono stati allevati con successo in grandissimi acquari.

## Conservazione
Le principali minacce sono costituite dalla pesca professionale e, in misura minore, sportiva (vietate entrambe da alcuni anni), dagli sbarramenti che impediscono le migrazioni riproduttive e dall'inquinamento delle acque fluviali. In Italia risulta estinto.